# 1st Place
1st Place è un album di Jimmy Knepper, pubblicato dalla Black-Hawk Records nel 1986. 

## Tracce
Brani composti da Jimmy Knepper
Lato A
1. Leave of Absinth – 6:55
2. Awesome – 6:44
3. Distress Dismay – 8:28

Durata totale: 22:07
Lato B
1. Fallen Crest – 8:20
2. When I See You – 6:48
3. Idol of the Flies – 8:00

Durata totale: 23:08

## Musicisti
- Jimmy Knepper - trombone
- Bruce Forman - chitarra
- Mike Richmond - contrabbasso
- Billy Hart - batteria